# Daniel Sánchez Ayala
Daniel Sánchez Ayala (El Saucejo, 1990. november 7.) spanyol korosztályos válogatott labdarúgó, a Blackburn Rovers játékosa.

## Pályafutása
A Sevilla utánpótláscsapatában kezdett focizni, 2007-ben szerződtette a Liverpool.
2009. augusztus 16-án debütált a nagycsapatban a Tottenham Hotspur elleni elvesztett mérkőzésen, Martin Škrtel helyére állt be a 75. percben.
Kezdőként először a Stoke City ellen játszott az Anfielden.
Harmadik mérkőzését a Fulham elleni 3–1-re elvesztett mérkőzésen játszotta 2009. október 31-én.
2009. november 12-én 2012 nyaráig hosszabbított a csapatnál.
2010-ben a Hull Cityhez, 2011-ben pedig a Derby Countyhoz került kölcsönbe.
2011. augusztusában, pont két évvel első profi mérkőzése után jelentette be csapata, hogy Ayala az élvonalba feljutott Norwich Cityhez szerződött.